# Andreas Thom
Andreas Thom (Rüdersdorf bei Berlin, 1965. szeptember 7. –) Európa-bajnoki ezüstérmes német labdarúgó, csatár. A 2010–11-es idény óta a Hertha BSC U17-es csapatának a vezetőedzője

## Pályafutása

### Klubcsapatban
1971-ben a TSG Herzfelde csapatában kezdte a labdarúgást, majd 1974-től a Dynamo Berlin korosztályos csapatában folytatta. Itt 1983-ban mutatkozott be az első csapatban. A Dynamoval ötszörös keletnémet bajnok és kétszeres kupagyőztes volt a csapattal. 1988-ban a bajnokság gólkirálya lett és az év keletnémet labdarúgójává választották.
1989. december 16-án az első keletnémet labdarúgó volt, aki a Bundesligába szerződött, mikor a Bayer Leverkusenhez igazolt. 1990. február 17-én mutatkozott be az FC Homburg elleni 3–1-es győztes mérkőzésen, amelyen az egyik gólt ő szerezte. Tagja volt az 1993-as német kupagyőztes együttesnek.
1995 és 1998 között a skót Celtic labdarúgója volt, ahol tagja volt az 1997-es skót ligakupa-győztes és az 1997–98-as bajnoki aranyérmes együttesnek.
1998-ban visszatért Berlinbe és a Hertha játékosa lett. 2001. március 7-én csereként lépett pályára utoljára pályára az SpVgg Unterhaching elleni 2–1-es győzelemmel végződött találkozón.

### A válogatottban
1984 és 1990 között 51 alkalommal szerepelt a keletnémet válogatottban és 16 gólt szerzett. 1984. október 10-én Algéria ellen mutatkozott be. Első válogatottbeli gólját 1985. február 6-án az Ecuador elleni 3–2-es győzelemmel végződött barátságos mérkőzésen szerezte. 1988-ban René Müller kapustól átvette a csapatkapitányi címet a következő hat mérkőzésre.
A német újraegyesítés után 1990-től a német válogatottban 1994-ig. Tíz mérkőzésen lépett pályára és két gólt szerzett. Tagja volt az 1992-es Európa-bajnoki ezüstérmes csapatnak Svédországban.

### Edzőként
Visszavonulása után 2007-ig utolsó klubjánál, a Hertha BSC csapatánál segédedző volt. 2003 decemberében Huub Stevens vezetőedző elbocsátása után három mérkőzésre ideiglenesen irányította az első csapat szakmai munkáját, amíg a klub meg nem egyezett az új szakvezetővel Hans Meyerrel.
2008. december 15-én jelentették be, hogy Thom az alsóbb osztályú Holstein Kiel együttesénél vállalt segédedzői megbízatást 2009 januárjától.
A 2010–11-es idény óta a Hertha BSC U17-es csapatának a vezetőedzője.

## Sikerei, díjai
- Az év keletnémet labdarúgója: 1988

 Németország
- Európa-bajnokság
  - ezüstérmes: 1992, Svédország

 Dynamo Berlin
- Keletnémet bajnokság (DDR-Oberliga)
  - bajnok: 1983–84, 1984–85, 1985–86, 1986–87, 1987–88
  - gólkirály: 1987–88
- Keletnémet kupa (FDGB-Pokal)
  - győztes: 1988, 1989

 Bayer Leverkusen
- Német kupa (DFB-Pokal)
  - győztes: 1993

 Celtic
- Skót bajnokság (Scottish League)
  - bajnok: 1997–98
- Skót ligakupa
  - győztes: 1997